# 辽宁有线电视台

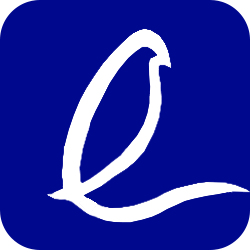
辽宁有线电视台台标，屏幕左上角显示台标，右下角显示频道呼号

辽宁有线电视台创办于1997年，是辽宁省曾经存在的一家省级电视台。

## 历史
- 1997年，辽宁有线电视台开播。
- 2001年7月，辽宁有线电视台并入辽宁电视台，原辽宁有线电视台两套电视频道改由辽宁电视台运营，原辽宁有线一套（社会生活频道）改为辽宁电视台第三套节目，原辽宁有线二套（影视体育频道）改为辽宁电视台第四套节目。辽宁有线台两频道并入辽宁台后，仍使用原频道名称（即辽宁电视台社会生活频道和辽宁电视台影视体育频道），直到2002年。

## 电视频道
- 第一套节目（后定名为“社会生活频道”，现为辽宁广播电视台影视剧频道）
- 第二套节目（后定名为“影视体育频道”，曾转播ESPN的体育赛事。现为辽宁广播电视台宜家购物频道）